# Falèrnia
La tribu Falèrnia va ser una de les 35 tribus romanes amb dret de vot, creada l'any 307 aC. El seu nom se suposa derivat de Falerii o Falerium, una ciutat d'Etrúria.